# Benoît Audran detto il Vecchio
Benoît Audran, detto il Vecchio (Lione, 22 novembre 1661 – Ouzouer-sur-Loire, 2 ottobre 1721), è stato un incisore francese.

## Biografia
Benoît Audran è detto il Vecchio, oppure Benoît Audran I per distinguerlo dal nipote Benoît Audran detto il Giovane, conosciuto anche come Benoît Audran II.

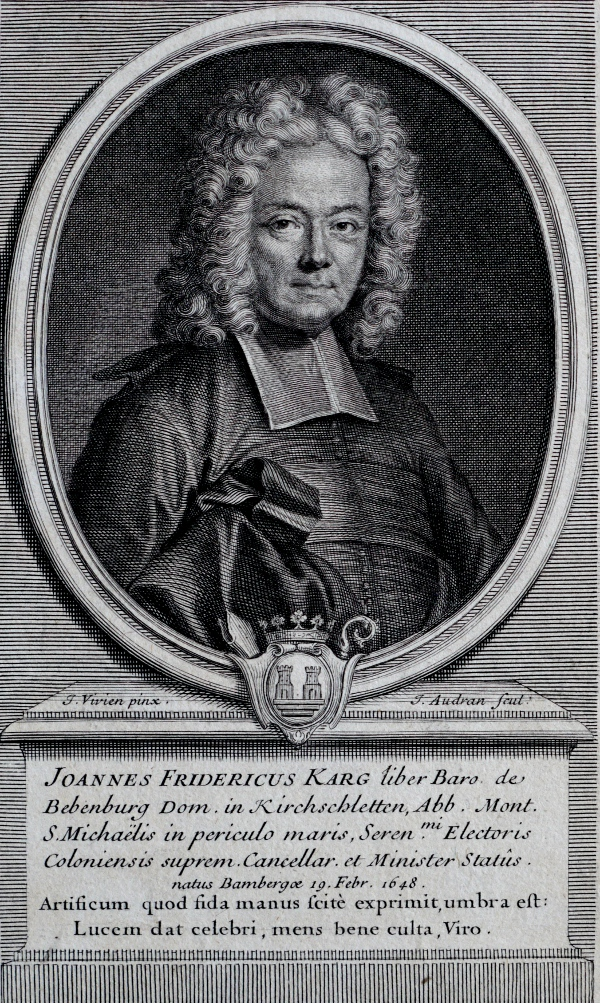
Johann Friedrich Karg von Bebenburg, incisione di Benoît Audran detto il Vecchio

Appartenente ad una dinastia di incisori francesi, terzo figlio dell'incisore Germain Audran, Benoît si spostò a Parigi dallo zio Gérard Audran, già affermato incisore, ma non ne riuscì ad imitarne fino in fondo la finezza del tratto e l'effetto chiaroscurale.
Incise da opere di pittori francesi suoi contemporanei, come Antoine Dieu (1662-1727) e Claude Guy Hallé, ampliandone la conoscenza. La sua fama resta tuttavia legata a ritratti incisi di personaggi illustri, tra cui il potente ministro Jean-Baptiste Colbert e il politico svizzero Samuel Frisching (1638–1721).
Fu accolto all'Accademia reale di pittura e di scultura nel 1709, presentando proprio il ritratto inciso di Colbert, tratto da un dipinto di Claude Lefèbvre e una Elevazione sulla Croce, tratta da Charles Le Brun. Nel 1715 fu nominato graveur du roi, con diritto a una pensione. Un suo ritratto, da un dipinto di Joseph Vivien, fu inciso dal nipote e allievo Benoît Audran detto il Giovane.
Da dipinti celebri di Rubens incise alcune opere che glorificavano la regina di Francia Maria de' Medici: il Parto della regina (su disegno di Jean-Baptiste Nattier (1678-1726) e lo Scambio delle due regine.  Ha anche inciso da Eustache Le Sueur, la Malattia d'Alessandro che è considerata la sua opere più riuscita.
Suo allievo è stato il pittore e incisore Bernard Picart (1673-1733).

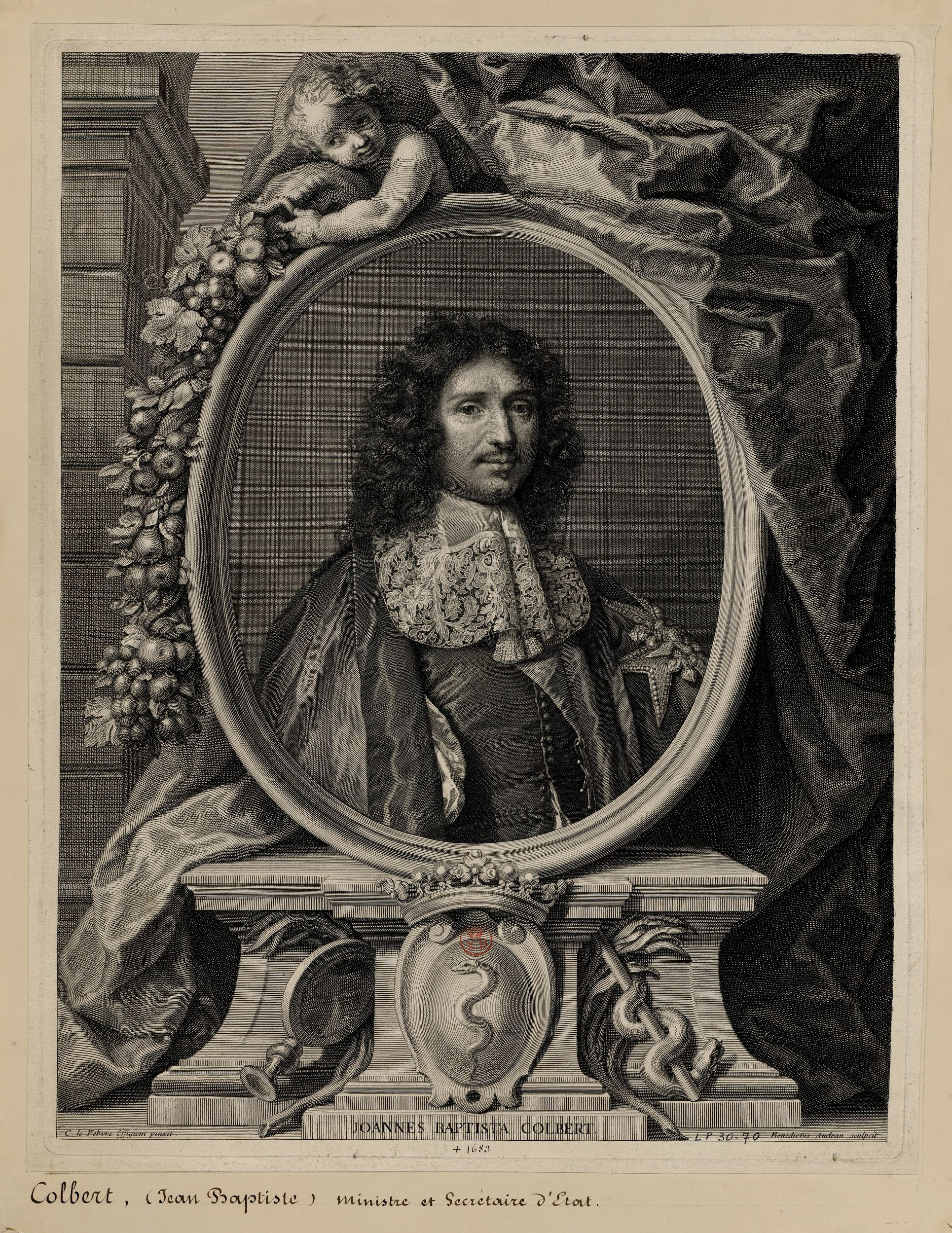
Benoît Audran il Vecchio, Ritratto di Jean-Baptiste Colbert

### Alcune incisioni
- (FR) Benoît Audran, Charles Le Brun, Famille de Darius Car. le Brun inv. et pinx; Benoist Audran sculp, chez Jacques Chereau rue St. Jacques au Grand St. Remy, fra 1680 e 1720, SBN RML0391116. 1 stampa: acquaforte, 22x30,5 cm.
- Aci et Galatea, da François Marot (1666-1719).
- Aimone Primo, Generale de la Calotte, da Charles-Antoine Coypel (1694-1752).
- Stemma del cardinale Dubois, supportato da due leoni.
- A Sua Altezza Reale il Duca d'Orléans, da Gilles Marie Oppenordt (1685-1742).

### Illustrazioni libri
- Giovanni Andrea Valdetaro, Memoria d'alcune virtù più singolari del signor Giuseppe Maria Durazzo raccolte dal p. Gio. Andrea Valdetaro della Compagnia di Giesù, Genova, per il Franchelli. Nel vico del Filo, 1704, SBN TO0E024705. Ritratto calcografico di G. M. Durazzo, inciso da Benoît Audran.
- (FR) Louis Sebastien Le Nain de Tillemont, Histoire des empereurs et des autres princes qui ont regné durant les six premiers siecles de l'Eglise, des persecutions qu'ils ont faites aux chréstiens, de leurs guerres contre les Juifs, des ecrivains profanes, & des personnes les plus illustres de leur temps. Justifie'e par les citations des auteurs originaux. Avec des notes pour eclaircir les principales difficultez de l'histoire, Paris, chez Charles Robustel, ruë S. Jacques, au Palmier, 1690-1738, SBN BVEE055131. Fregio calcografico disegnato ed inciso da Benoît Audran.
- (LA) François Carrière, Historia chronologica pontificum Romanorum. R.P.F. Francisci Carriere Aptensis Minoritae convent. ... Edizione Huic vltimae editioni accessit Continuatio ejusdem Historia Chron. ab Alexandro 7. usque ad Innocentium 12. feliciter sedentem, Lugduni, apud Joannem Thioly & Antonium Boudet, 1694, SBN RLZE026897. Antiporta disegnata da Benoît Audran.